# 苏姗·沃尔施莱格
苏姗·沃尔施莱格（德語：Susanne Wollschläger，1967年5月5日—），德国女子曲棍球运动员。她曾代表西德、德国参加1988年、1992年和1996年夏季奥林匹克运动会曲棍球比赛，其中1992年奥运会获得一枚银牌。